# Hôpital La Rochefoucauld
Pour les articles homonymes, voir La Rochefoucauld.
L'hôpital La Rochefoucauld est un ancien hôpital de l'Assistance publique - hôpitaux de Paris (AP-HP) situé 15, avenue du Général-Leclerc, dans le 14e arrondissement de Paris.

## Description
L'hôpital comprend un grand bâtiment néo-classique du XVIIIe siècle en U.

## Histoire
Cette « Maison royale de Santé » est fondée en 1780 grâce à l'aide du roi Louis XVI. Elle est construite par l'architecte Jacques-Denis Antoine, auteur de l'hôtel de la Monnaie, dont les travaux ont été poursuivis par Charles-François Viel de Saint-Maux.
L'établissement, nommé Maison royale de santé, est doté par la vicomtesse de La Rochefoucauld (branche La Rochefoucauld-Surgères), née Anne Rosalie Chauvelin, fille du garde des Sceaux Germain-Louis Chauvelin. L'établissement est rebaptisé, sous la Révolution, hospice national de Montrouge, avant de porter le nom en 1821 d'hospice de La Rochefoucauld, puis d'hôpital La Rochefoucauld.
L'hôpital La Rochefoucauld fait l'objet d'une inscription au titre des monuments historiques depuis le 19 octobre 1928.
La maison de retraite La Rochefoucauld, bel ensemble à l'ordonnance rectiligne, offre au promeneur une halte reposante.
Cette Maison royale de santé est établie près de l'ancienne barrière d'Enfer, à l'extérieur du mur des Fermiers généraux, dans le quartier du Petit-Montrouge, et sur le grand chemin menant à Bourg-la-Reine, pour recevoir exclusivement des militaires et des ecclésiastiques malades et dénués de ressources. Les premiers pensionnaires ne durent pas s'y sentir à l'étroit, car ils n'étaient encore que vingt-trois lorsqu'éclata la Révolution. Leurs substances étaient assurées par le revenu des jardins maraîchers, les moulins et les carrières dépendant de l’établissement.
Le plan primitif de l’architecte Antoine n’est qu’en partie réalisé. La façade et l’aile droite sont construites en premier. En 1819, au nord de l’emplacement prévu pour l’aile gauche, est édifié un bâtiment pour les infirmeries, la salle des grands infirmes hommes et la lingerie. L’aile gauche est construite en 1825. Elle abrite la chapelle. Les hommes valides occupent le bâtiment du centre, les femmes l’aile gauche. L’aile droite accueille, au rez-de-chaussée, le réfectoire et aux étages supérieurs la communauté et la salle des grands infirmes. À l’entrée du jardin, le pavillon de gauche est destiné à l’administration, celui de droite, plus ancien, est utilisé pour le logement du portier et divers services secondaires. 

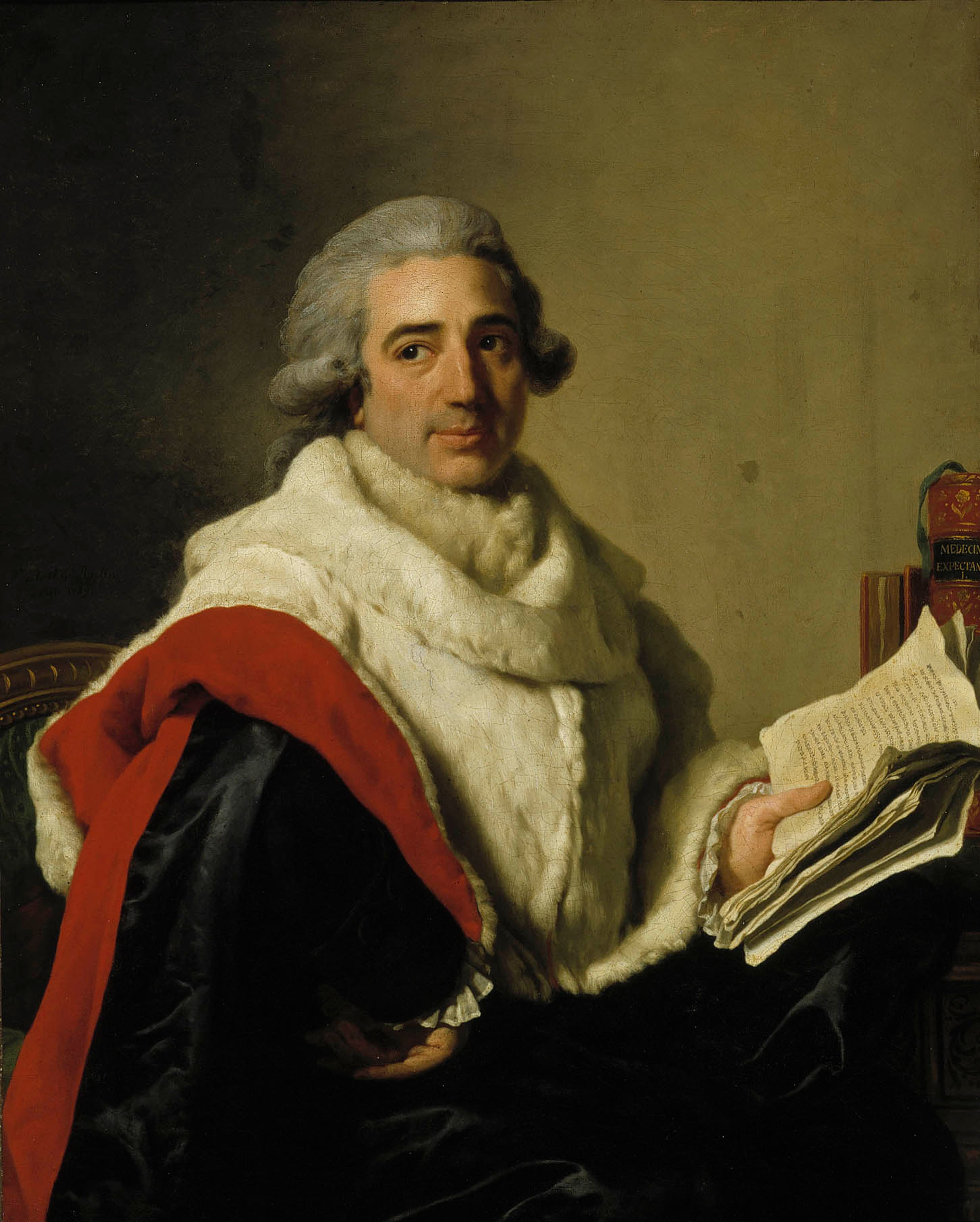
Jean-Baptiste Dumangin.

Le docteur Jean-Baptiste Dumangin (1744-1826), médecin chef de l'hôpital de la Charité de Paris, est en 1782, le premier médecin de la maison de santé fondé par le père Gérard des Frères de Saint-Jean de Dieu. Pendant la Révolution française, sous la Terreur, il demande des certificats pour pouvoir se déplacer facilement. En voici un : « Nous, Administrateurs soussignés des hospices nations de l'Unité, dit ci-devant de la Charité, rue des SS Pères, de celui du Bac, dit des convalescents et celui de Mont-Rouge, certifions que le citoyen Jean-Baptiste Eugénie Dumangin, Docteur Médecin de la ci-devant Faculté de Paris, exerce son art gratuitement à l'Hospice de l'Unité depuis 1771 et à celui de Mont-Rouge, depuis son établissement sans aucune rétribution » ; « à Paris, le 30 frimaire an deuxième de la République française une et indivisible (20 décembre 1793). 12 signatures illisibles. » Le docteur Dumangin est appelé par le Comité de sûreté générale le 7 juin 1795 à se rendre à la tour du Temple, la veille de la mort de Louis XVII, afin de soulager le docteur Pelletan d'une charge qu'il ne veut pas prendre seul et pour l'aider à soigner le fils du défunt Louis XVI.

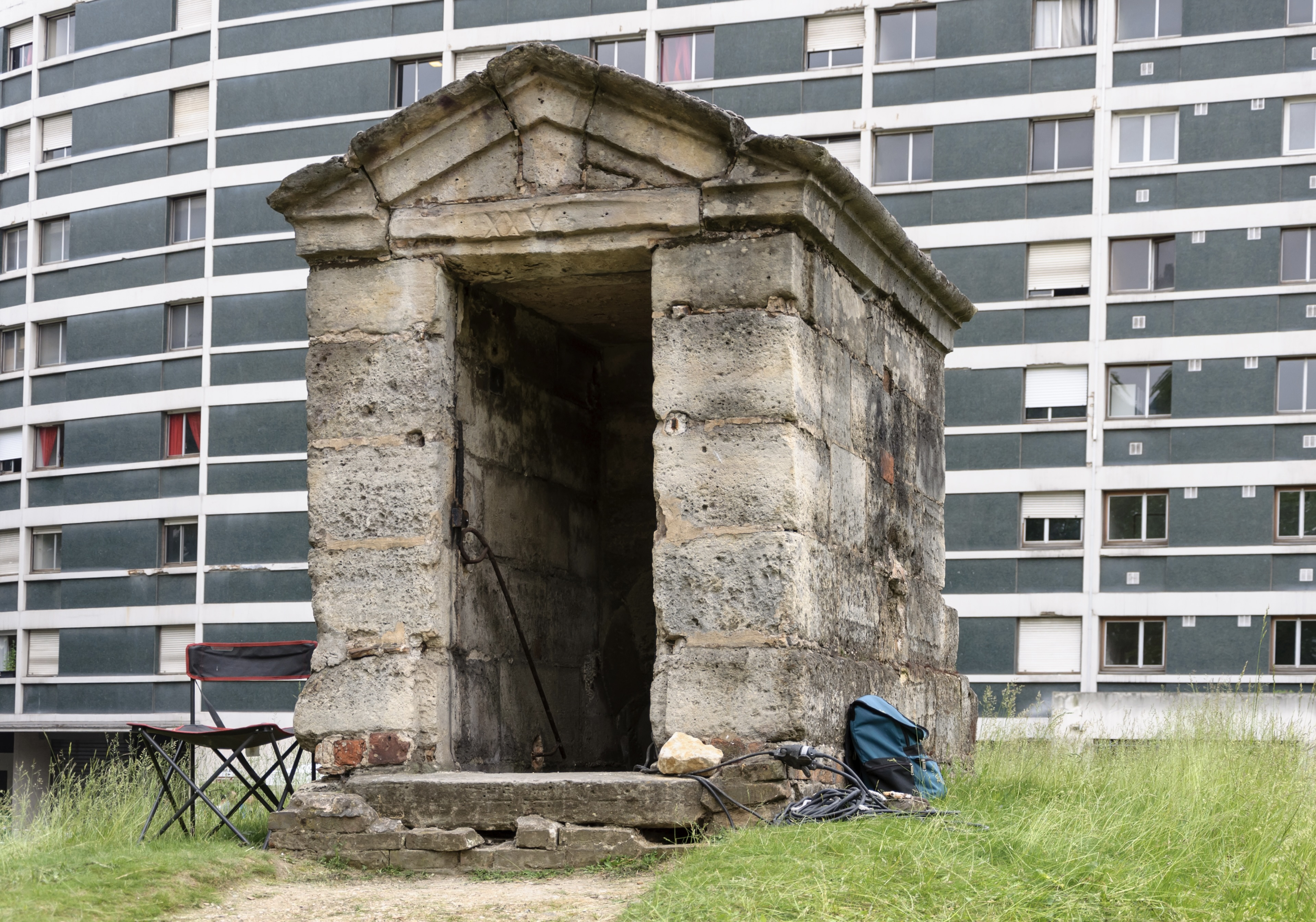
Le « regard de Saux » (no 25), partie de l'aqueduc Médicis, situé dans le jardin de l'hôpital La Rochefoucauld.

Les jardins ont été amputés, à l’est, par la création de la ligne de Sceaux et de l’avenue du Parc-de-Montsouris et, à l’ouest, par la construction de l’« Hôtel des Postes », en 1907.
De l'avenue René-Coty, on distingue bien la façade arrière de la maison et le curieux « regard de Saux » (no 25) de l'aqueduc Médicis (dit aussi « aqueduc d'Arcueil »), qui gouvernait les conduites d'eau approvisionnant l'asile, et dont l'architecture est inspirée du mausolée de Cyrus à Pasargades,.
En 2019, l'hôpital ferme. Il est mis à disposition pour l’accueil temporaire de femmes isolées, puis loué provisoirement en 2022 au commissariat de police du 14e arrondissement pendant les travaux de rénovation de son bâtiment de l'avenue du Maine.

## Localisation
L'hôpital La Rochefoucauld est situé 15, avenue du Général-Leclerc, donnant également sur le 8 bis-8 ter avenue René-Coty, dans le 14e arrondissement de Paris.
Le site est desservi par la station de métro Mouton-Duvernet.

## Galerie

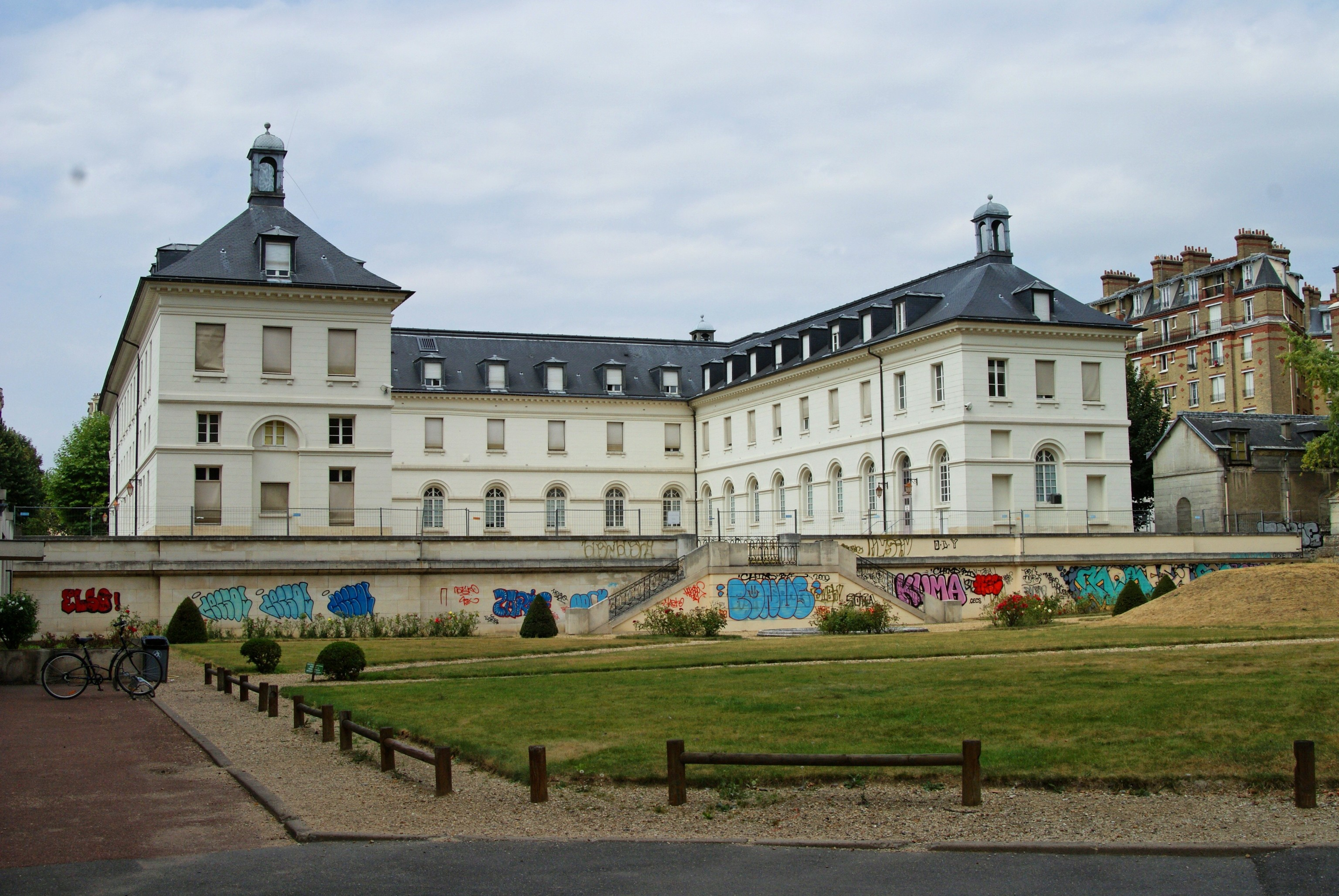
Bâtiment historique, de style néo-classique.
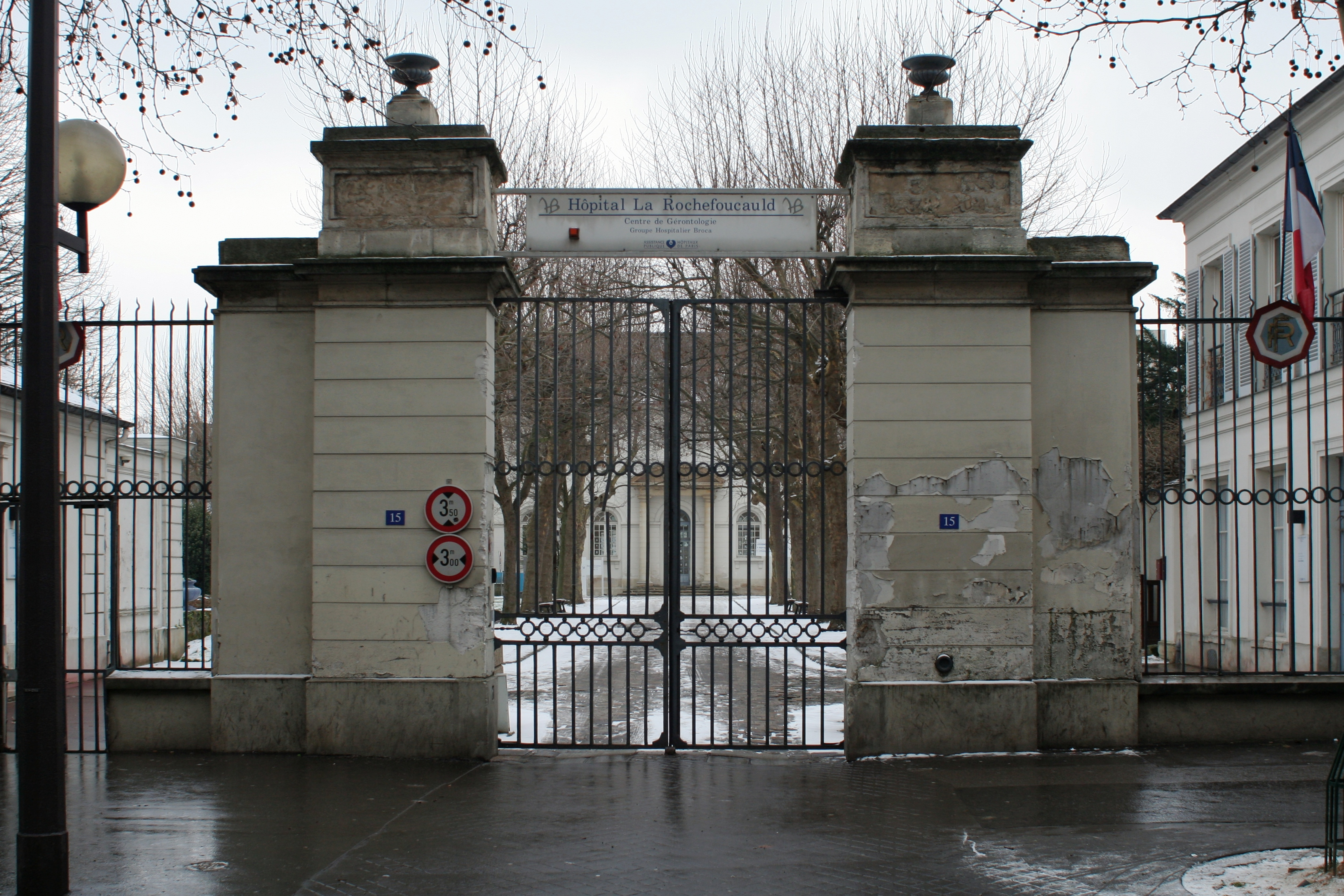
Portail d'entrée.
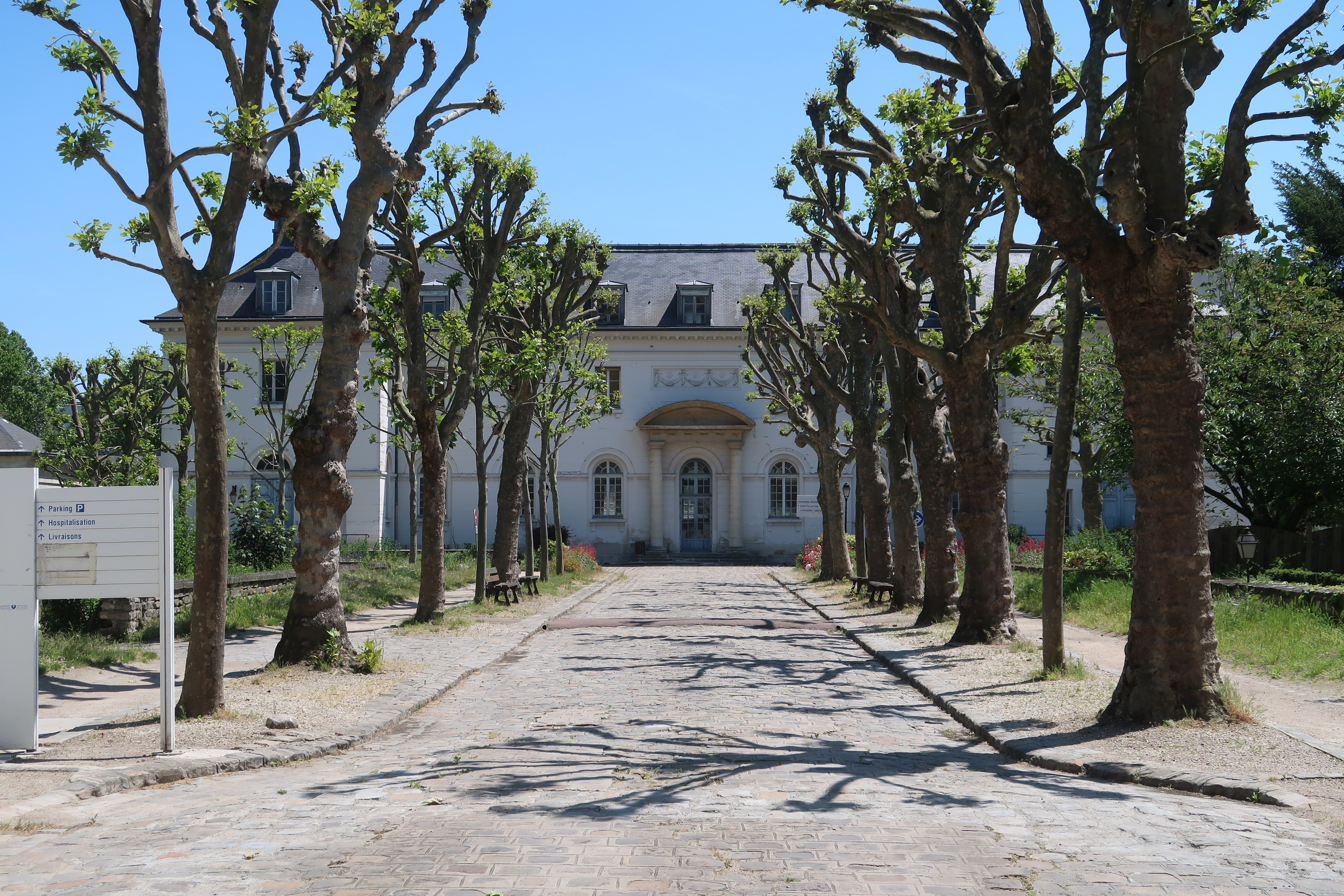
Allée principale.
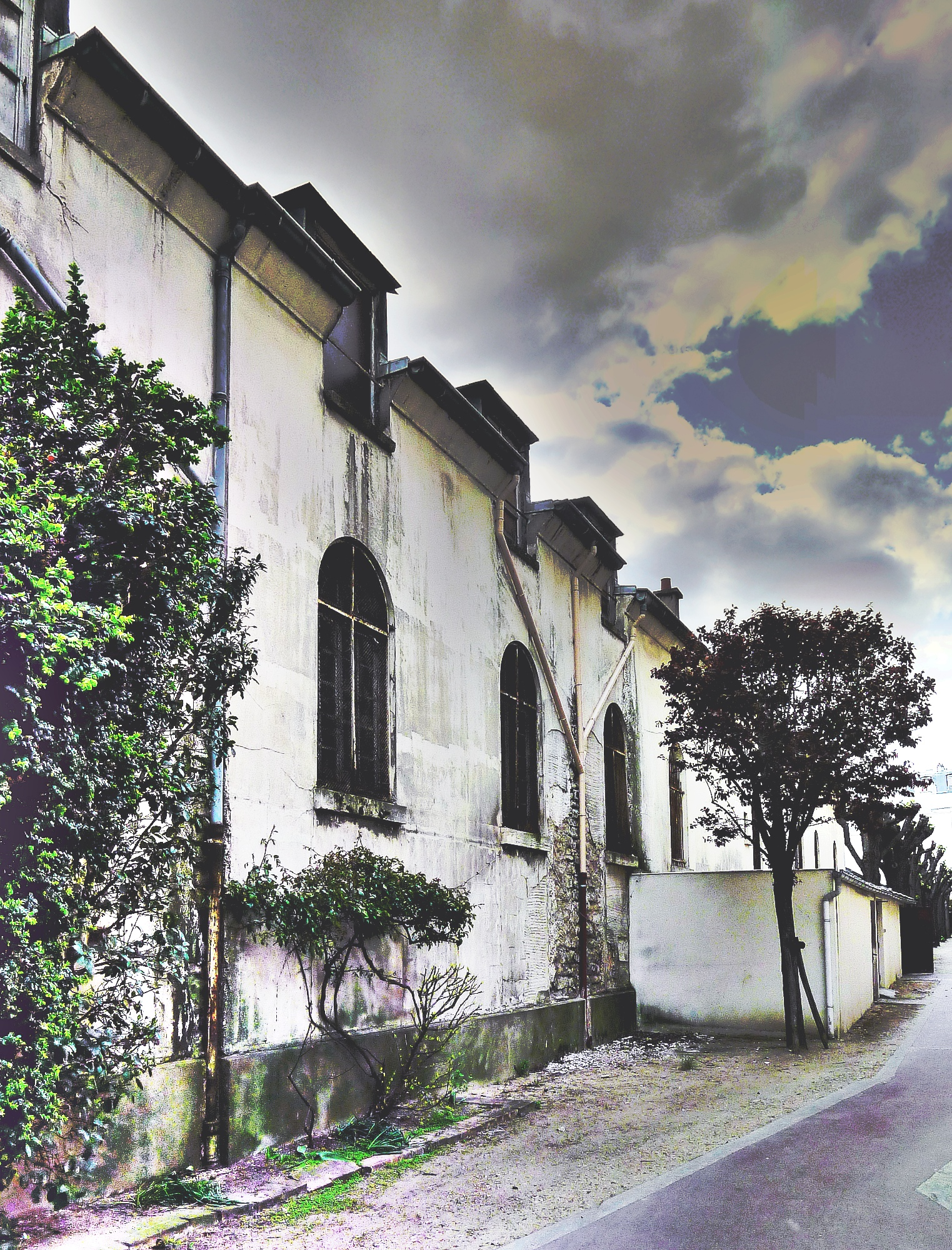
Vue des locaux.